# Nuits rouges (film)
Pour les articles homonymes, voir Nuits rouges.
Pour plus de détails, voir Fiche technique et Distribution.
Nuits rouges  est un film français de Georges Franju sorti en 1974, version  cinématographique d'un feuilleton télévisé en huit épisodes de 52 min : L'Homme sans visage.

## Synopsis
M. de Borrego, spécialiste des Templiers, est trahi par son valet, qui livre des informations sur ses recherches au mystérieux homme sans visage, chef d'un groupe utilisant des personnes au cerveau mort comme tueurs. Il est assassiné. Son neveu, Paul, lutte contre ces criminels avec l'aide du commissaire Sorbier, de sa fiancée Martine et du détective Séraphin.

## Fiche technique
- Réalisation : Georges Franju, assisté de Jacques Faber
- Scénario : Jacques Champreux
- Directeur artistique : Charles Finelli
- Décors : Robert Luchaire
- Costumes : Rita Riggs
- Photographie : Guido Bertoni
- Montage : Gilles Mathot et Gilbert Natot
- Son : Robert Beauchamp
- Musique : Georges Franju
- Coordinateur des combats et des cascades : Claude Carliez et son équipe
- Format :  couleur (Eastmancolor) - 1,66:1 - 35 mm - Son mono
- Pays de production :  France
- Durée : 105 minutes
- Date de sortie : 
  - France : 20 novembre 1974

## Distribution
- Gayle Hunnicutt : la femme complice de l'homme sans visage
- Jacques Champreux : l'homme sans visage/Mlle Ermance
- Josephine Chaplin : Martine Leduc
- Ugo Pagliai : Paul de Borrego
- Gert Fröbe : Le commissaire Sorbier
- Patrick Préjean : Séraphin Beauminon
- Raymond Bussières : L'acheteur
- Clément Harari : Le docteur Dutreuil
- Yvon Sarray : le valet
- Gérard Croce : un complice
- Jean Saudray : un complice